# Museo de las Migraciones
El Museo de las Migraciones es un museo de la ciudad de Montevideo dedicado a la difusión del patrimonio material e inmaterial de las migraciones en Uruguay desde una mirada histórica, antropológica, cultural y artística.
El museo forma parte del Complejo Cultural Muralla Abierta, cuyo nombre hace referencia a los restos arqueológicos de la fortificación de Montevideo colonial, patrimonio histórico cultural nacional.
Entre sus objetivos figuran el generar sinergias tendientes a poner de manifiesto lo que han supuesto las migraciones con relación al patrimonio común de la humanidad.

## Creación
Creado por iniciativa de la Intendencia de Montevideo, el mismo comenzó a funcionar en el edificio del antiguo Bazar Mitre, ubicado sobre la avenida 18 de Julio, el mismo había recibido la denominación de Bazar de las Culturas y Museo de las Migraciones e incluía una sala de teatro, un pequeño cine y un museo virtual de fotografías aportadas por los ciudadanos, relacionadas con las migraciones, con cuatro secciones: los que vinieron, los que nacieron, los que se fueron y los que volvieron.

Fachada del Museo de las Migraciones, Montevideo, Uruguay

El 18 de diciembre de 2011 se decide el traslado del Museo de las Migraciones hacia un histórico edificio ubicado en la Ciudad Vieja de Montevideo, precisamente sobre las calles Bartolomé Mitre y Piedras. 

Fachada lateral del Museo de las Migraciones, Montevideo, Uruguay

Curiosamente, entre los años 2007 y 2008 se realizaron diversas investigaciones arqueológicas en un predio ubicado en la ciudad vieja y aledaño a la sede del Museo de las Migraciones, en las cuales tuvieron como resultado el hallazgo del mayor tramo (60 m) de la antigua Muralla de la ciudad de Montevideo encontrado hasta el momento, dicha investigación estuvo a cargo del Banco de Seguros del Estado, la Intendencia de Montevideo y la Facultad de Humanidades y Ciencias de la Educación. Posteriormente tal proyecto obtendría la primera premiación del Premio de Cooperación Urbana Santiago de Compostela 2009, el cual financió el 50% del proyecto arquitectónico, que consistió en la construcción de una gran plaza techada lindera a los restos patrimoniales de la muralla. Dos años después de finalizadas las obras, en 2011 finalmente se concretó el traslado del museo hacia esta nueva sede. Por otra parte, el edificio del Bazar Mitre sería destinado a albergar la sede del Centro de Fotografía de Montevideo.

## Cometidos

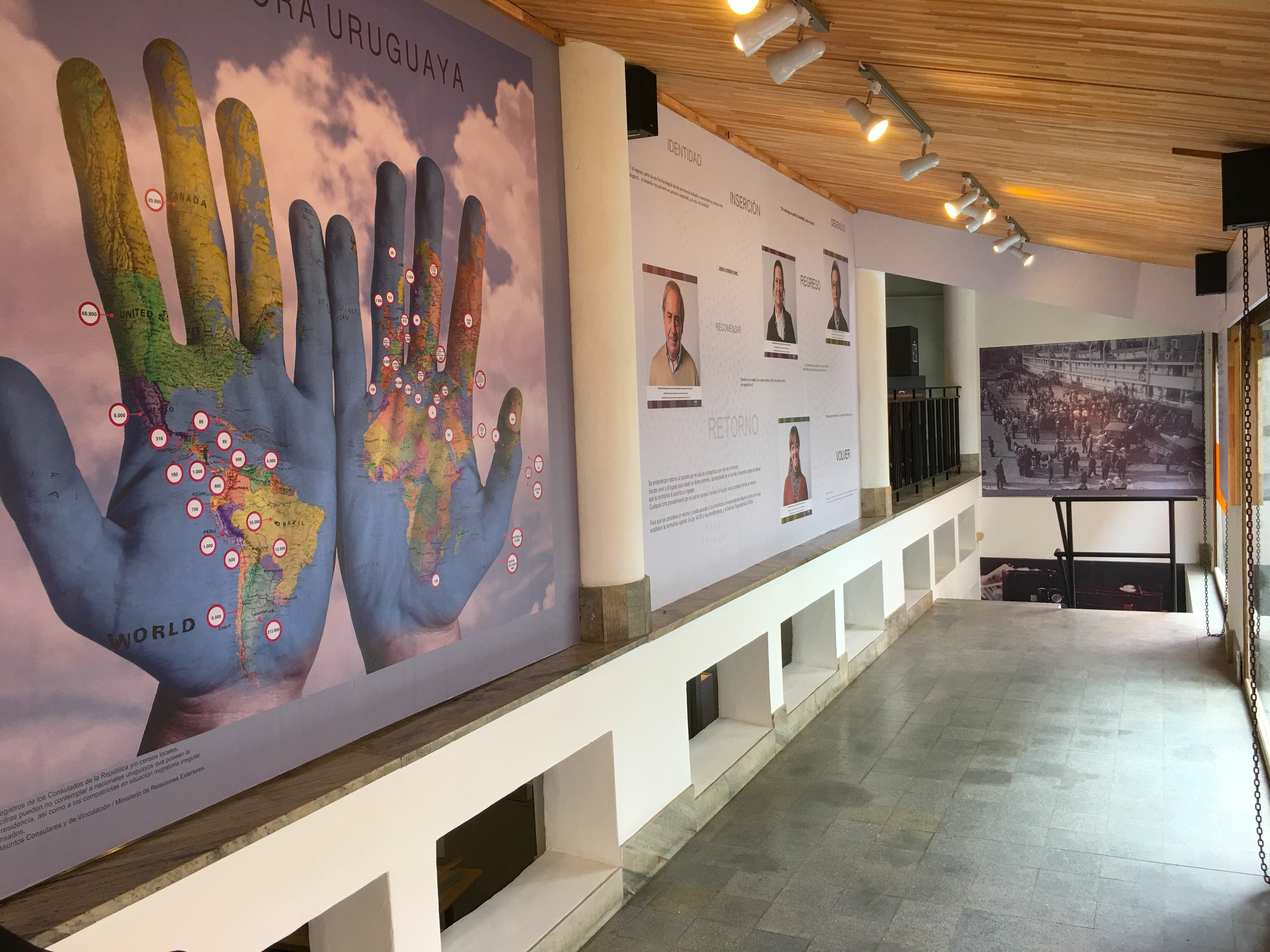
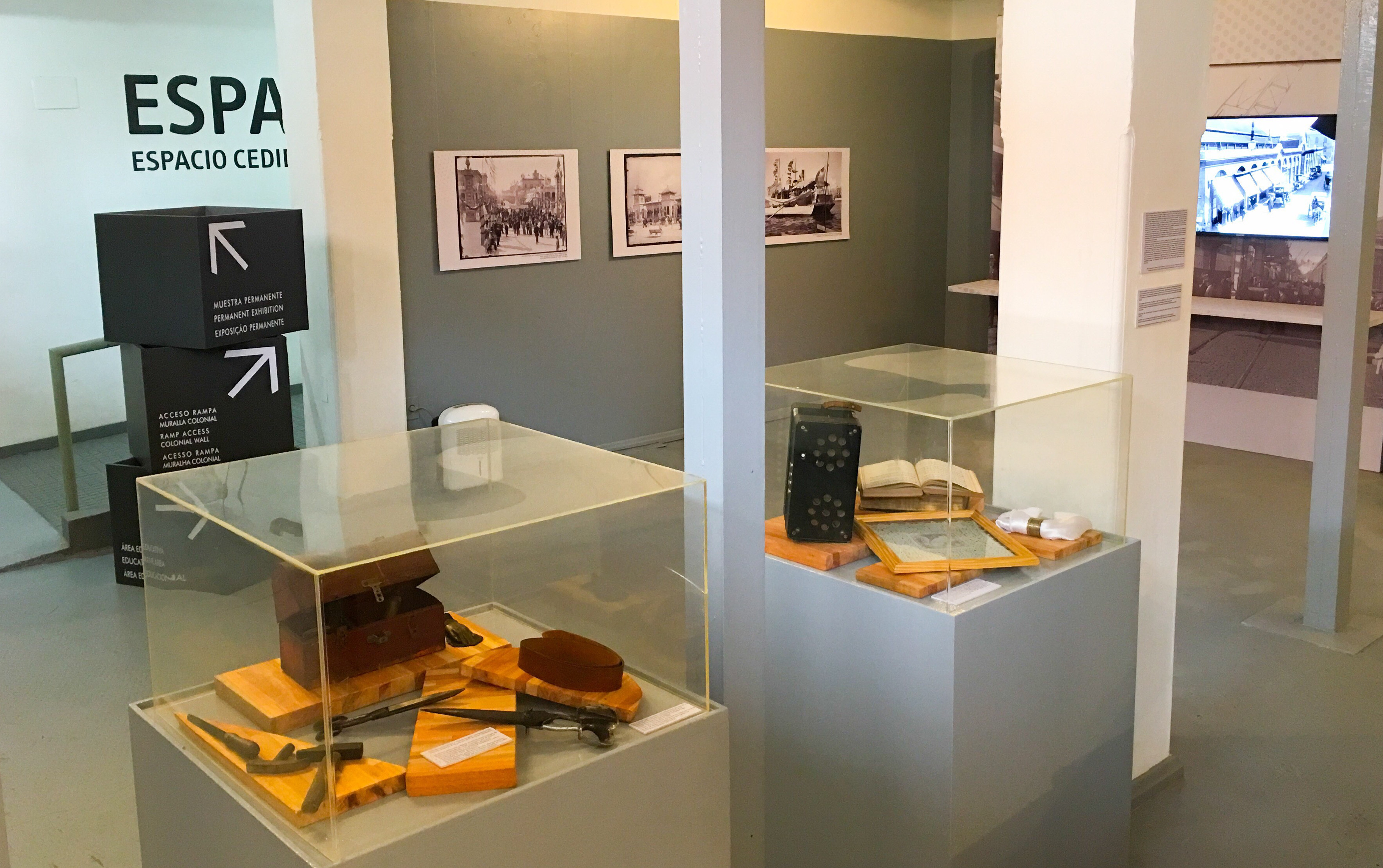
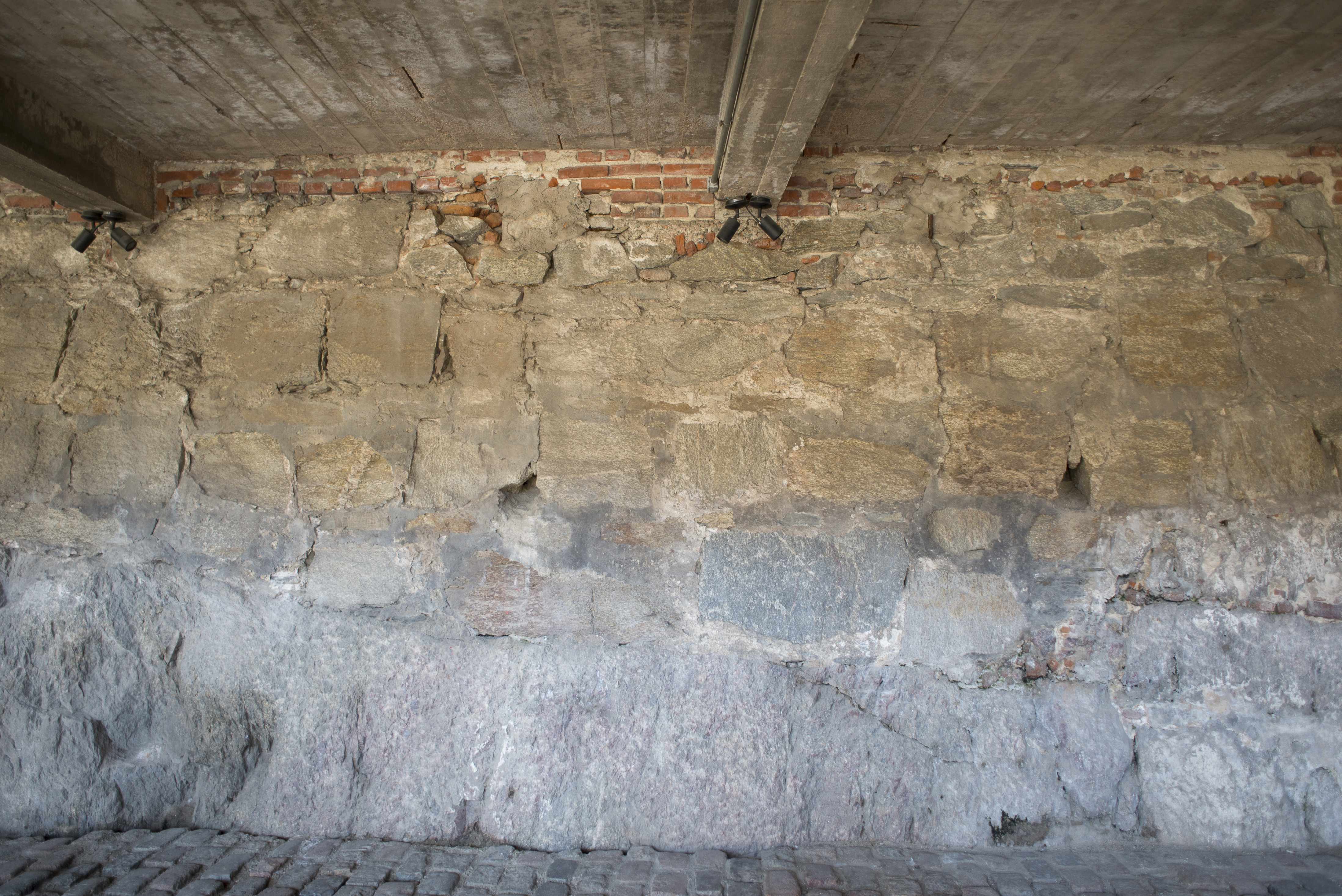
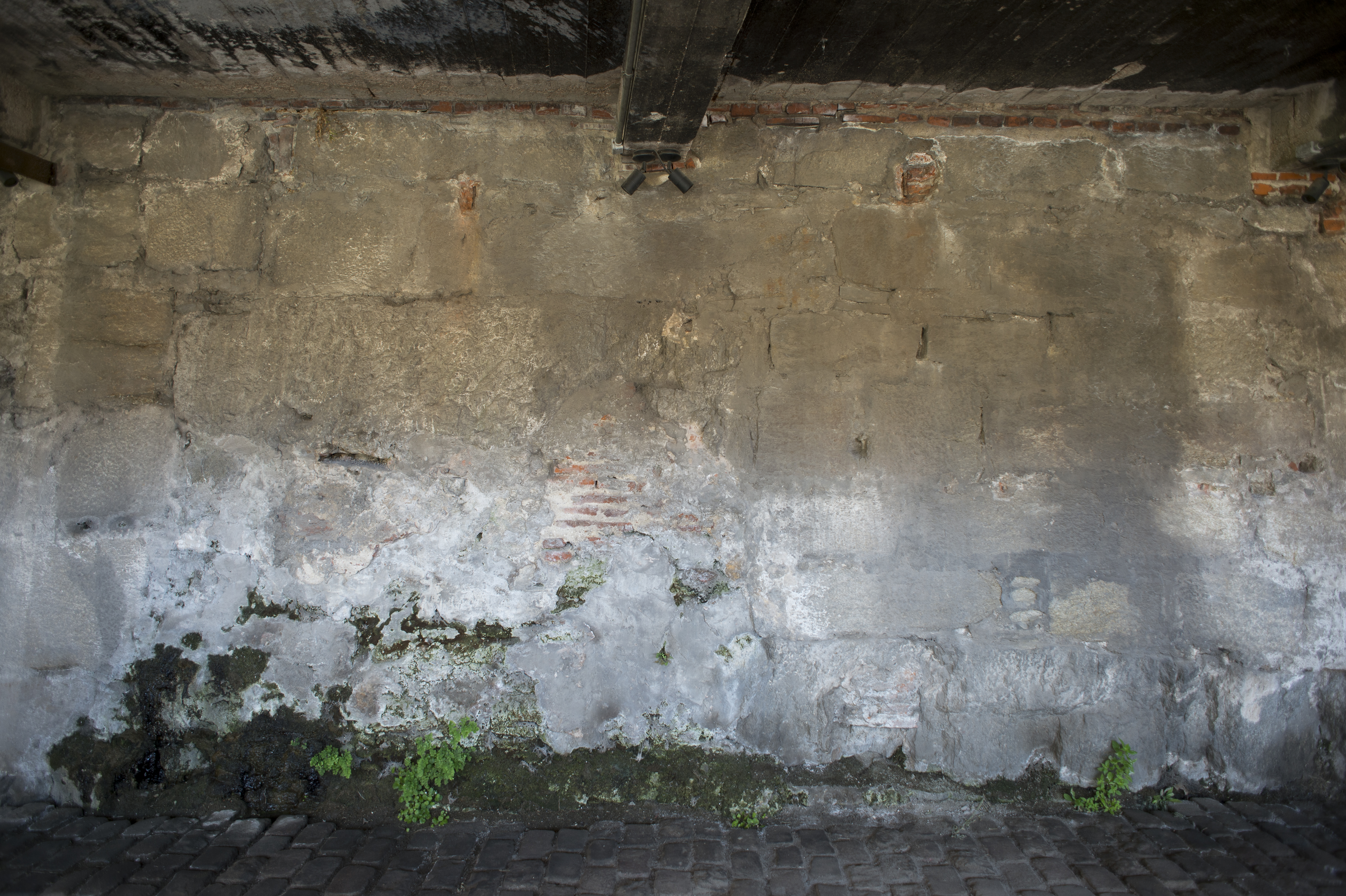

Desde 2011 la institución planteo una nueva visión amplia y conceptual de las migraciones, no solo de las inmigraciones de los bisabuelos y abuelos italianos, españoles, sino también la inmigración actual, con la emigración y con la migración interna de Uruguay que muchas veces se desconoce. De acuerdo al censo de población de 2011 referente a inmigrantes internacionales y retornados en Uruguay, viven en el país unos 77 000 inmigrantes, de los cuales 18 000 llegaron en los últimos 6 años y el 57 % de la población nacida en el exterior (Europa, Asia, África y Oceanía) reside en Montevideo.
La actividad del museo  se complementa con la animación de la plaza Muralla Abierta, de manera que al inaugurar una muestra, así como charlas y lanzamiento de libros en las salas del museo, se acompaña con un espectáculo musical en la plaza: la orquesta Sinfónica del SODRE,  la Filarmónica de Montevideo, el grupo Ojos del cielo, así como espectáculos de música electrónica, tango, candombe, danza, etc.

## Actividades

### Muestras y espectáculos
- 2012
  - 27 de julio: Día de la Mujer Afrolatina
  - Setiembre: viernes y sábados espectáculo al aire libre: presenta Efímero Teatral  "La Cantante Calva", de Eugene Ionesco, con la dirección de Yamandú Fumero[7]
  - 3 de octubre: Día de la Binacionalidad Alemana-Uruguaya
  - 7 al 17 de noviembre: festival de cultura y creatividad digital Artfutura que explora los proyectos y las ideas más importantes surgidas en el panorama internacional del new media, motiongraphics, videojuegos y animación digital.
  - 26 de noviembre: Inauguración muestra “Runing into the políticos equators”. Exposición Equipaje en Mano
  - 18 de diciembre: Inauguración muestra “Antártida” y “Burocracia” de Gustavo Jauge
  - 28 de diciembre: Inauguración espectáculo de teatro, danza, plástica, audiovisual y música “Sueño sin fin”[8]

- 2013
  - 23 de agosto: exposición "Ir-venir: exilio, repatriación y retorno", permite conocer, informarse, reflexionar sobre el fenómeno de las migraciones desde el presente hacia el pasado. Con tres componentes: las migraciones a nivel conceptual, narrativa de los uruguayos exiliados políticos de los años '70 y las experiencias vividas de los uruguayos que han retornado en la actualidad, profundizando sobre ¿Cómo era el Uruguay del que emigró? ¿Qué cosas percibió de aquí o allá que le indicaron que podría volver?[9]
  - 5 y 6 de octubre: Día del Patrimonio - Fiesta de las Migraciones, donde las colectividades comparten sus costumbres, bailes y comidas.
  - 1 de diciembre: muestra gastronómica de Perú, Chile, República Dominicana, Bolivia y Paraguay.
  - 18 de diciembre: Con el apoyo de la Oficina de OIM en Lima, se celebró el Día Internacional de las Migraciones con el objetivo de contribuir a la integración cultural de la comunidad migrante peruana residente en Uruguay, particularmente mujeres, niños y niñas,  mediante el acondicionamiento físico de un espacio dentro del Museo de las Migraciones destinado al mantenimiento de sus tradiciones culturales a través de la danza.[10]

- 2014
  - 31 de enero y 1 de febrero: Gran concierto en Museo de las Migraciones[11]
  - 4 al 8 de abril:  5.ª. Semana de las Culturas Árabes, con el auspicio de los ministerios de Turismo, Educación y Cultura y de Relaciones Exteriores, como también de la Intendencia de Montevideo, las Embajadas de Líbano y Egipto en el Uruguay, además, recibió la declaración  de Interés Cultural por el Ministerio de Educación y Cultura.

Exhibición de videos y películas, conferencias, muestra de fotografías, pinturas, enseres árabes. Espectáculos de música y danza árabe, gastronomía típica, exhibición de artesanías, vestimenta.
- - 20 de mayo: El aporte de la inmigración europea al desarrollo del artesanado y la industria en el Uruguay (1870-1914)

### Extensión cultural
- Intercambio profesional de estudiantes en práctica y pasantes de investigación, educación, museografía y exposiciones, comunicaciones, gestión de eventos, mediante la colaboración con instituciones nacionales o extranjeras.
- Orientación laboral para personas refugiadas y migrantes.
- El Programa "BCU educa" desarrolla talleres y contenidos pedagógicos sobre las funciones del Banco Central en relación con la economía nacional, a la sociedad y a la vida cotidiana.
- Proyecto de Apoyo a la integración cultural de la Comunidad Peruana en Uruguay.

El museo tiene acceso gratuito los días.